# لیندا سانچز
لیندا سانچز (به انگلیسی: Linda Sánchez) نمایندهٔ حوزه انتخابیه کالیفرنیا از حزب دموکرات ایالات متحده آمریکا در مجلس نمایندگان ایالات متحده آمریکا است که برای نخستین‌بار در ۲۷ ژانویه ۲۰۰۳ میلادی به‌عضویت این مجلس درآمد.